# 27257 Tang-Quan
27257 Tang-Quan este un asteroid din centura principală de asteroizi.

## Descriere
27257 Tang-Quan este un asteroid din centura principală de asteroizi. A fost descoperit pe 6 decembrie 1999 la Socorro, New Mexico, în cadrul proiectului LINEAR. Asteroidul prezintă o orbită caracterizată de o semiaxă mare de 2,29 ua, o excentricitate de 0,13 și o înclinație de 6,8° în raport cu ecliptica.